# Полинуклеотидни ланац
Полинуклеотидни ланац настаје повезивањем нуклеотида фосфодиестарским везама. Постоје две врсте нукелотида:
- дезоксирибонуклеотиди чијим повезивањем се награди ланац ДНК и
- рибонуклеотиди који награде ланац РНК.

Ланци ДНК су антипаралелни што значи да је на једом крају ланца слободна Фосфатна група везана за С3’ (тај крај се назива 3’ крај), а на другом крају пентозни шећер  дезоксирибоза везана за С5’ атом (то је 5’ крај). Почетак полипептидног ланца је 5' крај.
ДНК је изграђена од два полинуклеотидна ланца која су постављена антипаралелно и повезана водоничним везама преко комплементарних база.